# 高速自動車国道

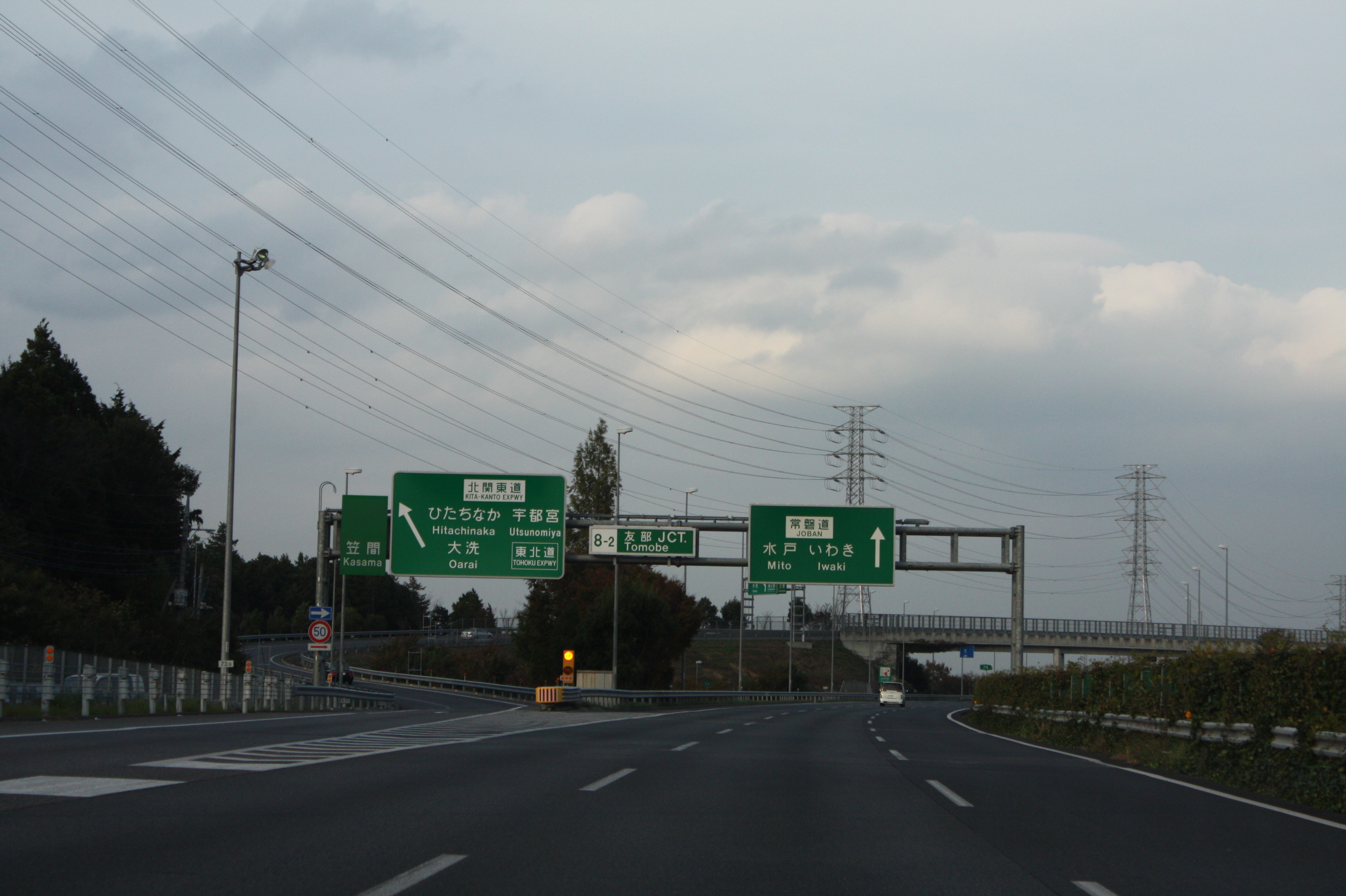
「高速自動車国道」の建設管理は、法令上、東日本・中日本・西日本の各道路会社（民営化前は日本道路公団）が行っている。
（写真は、東日本高速道路株式会社〈NEXCO東日本〉の常磐自動車道友部ジャンクション下り線）

高速自動車国道（こうそくじどうしゃこくどう）とは、日本の国道かつ自動車専用の道路の一種であり、高規格幹線道路のA路線に該当する。自動車専用道路と共に高速道路である。
高速自動車国道法〈以降「法」と表記〉第4条で規定される。
「自動車の高速交通の用に供する道路で、全国的な自動車交通網の枢要部分を構成し、かつ、政治・経済・文化上特に重要な地域を連絡するものその他国の利害に特に重大な関係を有する」道路である。

## 概要
高速自動車国道は計画および整備中の路線を含め、全国に43路線、延長1万1520キロメートル（km）ある。高速自動車国道に並行する一般国道自動車専用道路や本州四国連絡道路および、都市高速道路などは、高速自動車国道の中には含まれない。一般道路とは異なり、自動車を高速かつ安全に運転できる道路として造られることが特徴で、次の要件を満たすこととなっている。
- 国道である。
- 走行車両はインターチェンジから出入りする。
- 自動車専用の道路であり、自転車などの軽車両や歩行者、125 cc以下の小二輪、原付は通行不可である。
- 往復交通は、中央分離帯で分離されている。
- 立体交差である。
- サービスエリア、パーキングエリアを備えている。

2019年（令和元年）度末時点供用中の高速自動車国道は、ほとんどが有料道路として供用されている。2010年（平成22年）に民主党（当時）が一部路線を試験的に無料開放したことがあるが、それ以降は新直轄区間および一般国道へ降格された区間を除き、無料開放されたことはない。
高速自動車国道には沿道に商店などを建てることができず、路肩に自動車を停めることもできないことから、休憩施設として概ね50 kmおきにサービスエリア（SA）、15 kmおきにパーキングエリア（PA）が設けられる。

## 整備
路線は、
- 国土開発幹線自動車道の予定路線
- 高速自動車国道として建設すべき道路の予定路線

のうちから、高速自動車国道の路線を指定する政令で指定される（法第4条）。路線が指定された場合、一義的には国土交通大臣が整備計画を定め、建設、その他の管理まで行う。
しかしながら、料金を徴収してでも道路の整備を促進する趣旨で、別途道路整備特別措置法が1956年（昭和31年）に制定され、建設大臣は日本道路公団に高速自動車国道の新設または改築を行わせ（施行命令）、料金を徴収させることができるものとされた（同法第2条の2）。これを受けて、公団は路線名および工事の区間、工事方法、工事予算、工事の着手および完成の予定年月日を「工事実施計画」として提出する（同第2条の3）。
2005年（平成17年）10月1日施行の道路関係4公団の民営化に伴う法改正により、東日本・中日本・西日本各高速道路会社が日本高速道路保有・債務返済機構との協定に基づき、国土交通大臣の許可を受けて、高速自動車国道を含む高速道路を新設し、または改築して、料金を徴収することができるものと改められた（同第3条）。

## 連結
高速自動車国道は、自動車の高速交通の用に供する趣旨から、高速自動車国道法第11条により連結できる施設は以下のものに限られている。
- 道路、一般自動車道または政令で定める一般交通の用に供する通路その他の施設

インターチェンジやジャンクションで接続する他の路線や一般道路を指す。
- 当該高速自動車国道の通行者の利便に供するための休憩所、給油所その他の施設または利用者のうち相当数の者が当該高速自動車国道を通行すると見込まれる商業施設、レクリエーション施設その他の施設

連結利便施設等。このうち前者はSA・PAで道路に面する道路サービス施設を指す。
- 第一号に掲げるものを除くほか、前号の施設と当該高速自動車国道とを連絡する通路その他の施設であつて、専ら同号の施設の利用者の通行の用に供することを目的として設けられるもの

連結通路等。かつての高速自動車国道活用施設を含むいわゆるハイウェイオアシス（これらを連結施設という）を連絡するものを指す。
これらの連結には、国土交通大臣の連結許可を要する。連結位置および連結予定施設は、前述の整備計画の必要事項とされており、かつては連結施設を追加的に新設する場合にも、新めて整備計画を経る必要があったが、現在は簡素化されている。
また、法施行令では、本線車道に直接出入りすることができる施設につき、連結位置に関する基準が示されており、本線車道の接続部分が他の施設のそれから、本線車道に沿って2km以上離れていることと定められている。

## 新直轄方式
公団民営化による新規着工鈍化が必至のなか、地方負担による新たな形の手法が模索され、2003年（平成15年）12月25日に開催された第1回国土開発幹線自動車道建設会議（国幹会議）において、民営化後の新会社による道路整備を補完する手法として、地方にも費用負担させる「新たな直轄事業」が導入された。この場合、建設費償還が不要なため無料となる。これが新直轄方式である。この方式を採用して建設が行われる区間を新直轄区間という。
この第1回国幹会議では、整備計画まで決定している区間のうち27区間699kmが新直轄方式に変更されることが決まった。これを受け、2003年（平成15年）5月12日に改正高速自動車国道法等が施行。国がその4分の3以上で政令で定める割合を、残りを都道府県や政令指定都市が費用負担するものと改正された。実際には、都道府県等の負担分については地方交付税措置の重点配分（県の負担分の9割を地方債で充当し、その元利償還金について地方交付税措置を行う）や高速道路の後進地域に対する補助等によりある程度まで抑えられる見通しとなっている。
なお、新直轄方式の「新」とは従来の直轄事業である高速自動車国道に並行する一般国道自動車専用道路（国と県の建設費負担は2対1）に対するものである。
国内第1号の新直轄方式は、北海道横断自動車道釧路線である。当初この路線は、従来方式での建設で計画されていたが、近隣市町が応分の費用を積極的に負担し完成を急ぐ必要があるという自発的な住民運動によって積極的に新直轄方式に変更した。2007年（平成19年）9月には日本海沿岸東北自動車道の本荘 - 岩城が新直轄方式としては初めて開通した。

## 路線

### 道路名
高速自動車国道には、「高速自動車国道の路線を指定する政令」で指定された路線名（正式名）と、NEXCOなど道路管理者が一般公衆向けの案内に使用する道路名（通称名）の二つの路線名がある。開通供用している路線には、以下の道路名がある。高速道路としては連続していても、高速自動車国道ではない区間（高速自動車国道に並行する一般国道自動車専用道路=A'路線）は除いてある。なお、起終点は、ここでは道路名ごとの案内上の「下り線」「上り線」の方向に準拠して記述する。
現在、道路名に用いられる名称（通称名）の数は64路線となっている。それぞれの道路名に対応する「高速自動車国道の路線を指定する政令」における路線名（正式名）も併記している。
また、国土交通大臣指定に基づく高規格幹線道路（一般国道の自動車専用道路）=B路線や、地域高規格道路として開通供用している路線の中でも、一部が法的には高速自動車国道に指定されている部分が数か所あるため、これらについても備考欄に合わせて記述している。
| 高速道路ナンバリング | 道路名 （通称名）            | 政令による路線名 （正式名）     | 起点            | 終点            | 備考 |
| -------------------- | ---------------------------- | ------------------------------- | --------------- | --------------- | --- |
| E5                   | 道央自動車道                 | 北海道縦貫自動車道 函館名寄線   | 大沼公園IC      | 士別剣淵IC      | 千歳恵庭JCT - 札幌JCT間は北海道横断自動車道黒松内釧路線・黒松内北見線と重複 |
| E5A                  | 札樽自動車道                 | 北海道横断自動車道 黒松内釧路線 | 札幌JCT         | 小樽IC          | 黒松内北見線と重複 |
| E5A                  | 後志自動車道                 | 北海道横断自動車道 黒松内釧路線 | 小樽JCT         | 余市IC          | 黒松内北見線と重複 |
| E38                  | 道東自動車道                 | 北海道横断自動車道 黒松内釧路線 | 千歳恵庭JCT     | 釧路西IC        | 千歳恵庭JCT - 本別JCT間は黒松内北見線と重複 釧路西IC - 釧路別保IC自動車専用道路（A'路線） |
| E61                  | 道東自動車道                 | 北海道横断自動車道 黒松内北見線 | 本別JCT         | 足寄IC          | |
| E61                  | 十勝オホーツク自動車道       | 北海道横断自動車道 黒松内北見線 | 陸別小利別IC    | 北見西IC        | 北見西IC - 北見東IC間は自動車専用道路（A'路線） |
| E4                   | 東北自動車道                 | 東北縦貫自動車道 弘前線         | 川口JCT         | 青森IC          | 川口JCT - 安代JCT間は八戸線と重複 岩舟JCT - 栃木都賀JCT間はE50 北関東自動車道と重複 福島JCT - 桑折JCT間はE13 東北中央自動車道相馬尾花沢線と重複 村田JCT - 仙台南IC間はE48 と重複 北上JCT - 花巻JCT間はE46 東北横断自動車道釜石秋田線と重複              |
| E4A                  | 八戸自動車道                 | 東北縦貫自動車道 八戸線         | 安代JCT         | 八戸北IC        | 八戸北IC - 七戸IC間は自動車専用道路（A'路線） |
| E4A                  | 八戸自動車道                 | 東北縦貫自動車道 八戸線         | 八戸JCT         | 八戸IC          | 七戸方面へ延伸以降は事実上のロングランプウェイ |
| E4A                  | 青森自動車道                 | 東北縦貫自動車道 八戸線         | 青森JCT         | 青森東IC        | |
| E46                  | 釜石自動車道                 | 東北横断自動車道 釜石秋田線     | 花巻JCT         | 遠野IC          | 遠野IC - 釜石JCT間は自動車専用道路（A'路線） |
| E46                  | 秋田自動車道                 | 東北横断自動車道 釜石秋田線     | 北上JCT         | 秋田北IC        | 秋田北IC - 昭和男鹿半島IC、琴丘森岳IC - 二ツ井白神IC、蟹沢IC - 釈迦内PA間は自動車専用道路（A'路線） |
| E7                   | 秋田自動車道                 | 日本海沿岸東北自動車道          | 昭和男鹿半島IC  | 琴丘森岳IC      | 秋田北IC - 昭和男鹿半島IC、琴丘森岳IC - 二ツ井白神IC、蟹沢IC - 釈迦内PA間は自動車専用道路（A'路線） |
| E7                   | 秋田自動車道                 | 日本海沿岸東北自動車道          | 釈迦内PA        | 小坂JCT         | 秋田北IC - 昭和男鹿半島IC、琴丘森岳IC - 二ツ井白神IC、蟹沢IC - 釈迦内PA間は自動車専用道路（A'路線） |
| E7                   | 日本海東北自動車道           | 北陸自動車道                    | 新潟中央JCT     | 新潟空港IC      | |
| E7                   | 日本海東北自動車道           | 日本海沿岸東北自動車道          | 新潟空港IC      | 朝日まほろばIC  | |
| E7                   | 日本海東北自動車道           | 日本海沿岸東北自動車道          | あつみ温泉IC    | 鶴岡JCT         | |
| E7                   | 日本海東北自動車道           | 東北横断自動車道酒田線          | 鶴岡JCT         | 酒田みなとIC    | 日本海沿岸東北自動車道と重複 |
| E7                   | 日本海東北自動車道           | 日本海沿岸東北自動車道          | 酒田みなとIC    | 遊佐鳥海IC      | |
| E7                   | 日本海東北自動車道           | 日本海沿岸東北自動車道          | 本荘IC          | 河辺JCT         | 象潟IC - 本荘IC間は自動車専用道路（A'路線） |
| E48                  | 山形自動車道                 | 東北横断自動車道 酒田線         | 村田JCT         | 月山IC          | 月山IC - 湯殿山IC間は自動車専用道路（A'路線） |
| E48                  | 山形自動車道                 | 東北横断自動車道 酒田線         | 湯殿山IC        | 鶴岡JCT         | 月山IC - 湯殿山IC間は自動車専用道路（A'路線） |
| E49                  | 磐越自動車道                 | 東北横断自動車道 いわき新潟線   | いわきJCT       | 新潟中央IC      | |
| E13                  | 東北中央自動車道             | 東北中央自動車道 相馬尾花沢線   | 福島JCT         | 米沢北IC        | 相馬IC - 桑折JCT、米沢北IC - 南陽高畠IC、尾花沢IC - 新庄鮭川IC間は自動車専用道路（A'路線） |
| E13                  | 東北中央自動車道             | 東北中央自動車道 相馬尾花沢線   | 南陽高畠IC      | 尾花沢IC        | 相馬IC - 桑折JCT、米沢北IC - 南陽高畠IC、尾花沢IC - 新庄鮭川IC間は自動車専用道路（A'路線） |
| E17                  | 関越自動車道                 | 関越自動車道 新潟線             | 練馬IC          | 長岡JCT         | 長岡IC - 長岡JCT間は北陸自動車道と重複 |
| E18                  | 上信越自動車道               | 関越自動車道 上越線             | 藤岡JCT         | 藤岡IC          | 練馬IC - 藤岡JCT-藤岡IC間は新潟線と重複 |
| E18                  | 上信越自動車道               | 関越自動車道 上越線             | 藤岡IC          | 上越JCT         | 練馬IC - 藤岡JCT-藤岡IC間は新潟線と重複 |
| E6                   | 常磐自動車道                 | 常磐自動車道                    | 三郷JCT         | 亘理IC          | 亘理IC - 仙台港北IC - 利府JCT - 富谷IC間は自動車専用道路（A'路線） |
| E14                  | 館山自動車道                 | 東関東自動車道 千葉富津線       | 千葉南JCT       | 富津竹岡IC      | 宮野木JCT - 千葉南JCT、富津竹岡IC - 富浦IC間は自動車専用道路（A'路線） |
| E14                  | 館山自動車道                 | 東関東自動車道 千葉富津線       | 木更津南JCT     | 木更津南IC      | 木更津南支線 事実上のロングランプウェイ |
| CA                   | （東京湾アクアライン連絡道） | 東関東自動車道 千葉富津線       | 木更津JCT       | 木更津西JCT     | 連絡道は自動車専用道路だが、この部分に限り館山道の支線扱い。東京湾アクアラインに接続 |
| E51                  | 東関東自動車道               | 東関東自動車道 水戸線           | 高谷JCT         | 潮来IC          | |
| E51                  | 東関東自動車道               | 東関東自動車道 水戸線           | 鉾田IC          | 茨城町JCT       | |
| C3                   | 東京外環自動車道             | 東北縦貫自動車道 弘前線         | 大泉IC          | 川口JCT         | 八戸線と重複 |
| C3                   | 東京外環自動車道             | 常磐自動車道                    | 川口JCT         | 三郷JCT         | |
| C3                   | 東京外環自動車道             | 東関東自動車道 水戸線           | 三郷JCT         | 高谷JCT         | |
| E50                  | 北関東自動車道               | 北関東自動車道                  | 高崎JCT         | 岩舟JCT         | |
| E50                  | 北関東自動車道               | 北関東自動車道                  | 栃木都賀JCT     | 水戸南IC        | 水戸南IC - ひたちなかIC間は自動車専用道路（A'路線） |
| E68                  | 中央自動車道                 | 中央自動車道 富士吉田線         | 大月JCT         | 富士吉田IC      | 富士吉田支線 |
| E20                  | 中央自動車道                 | 中央自動車道 富士吉田線         | 高井戸IC        | 大月JCT         | 西宮線・長野線と重複 |
| E20                  | 中央自動車道                 | 中央自動車道 西宮線             | 大月JCT         | 岡谷JCT         | 高井戸IC - 大月JCT - 岡谷JCT間は長野線と重複 |
| E19                  | 中央自動車道                 | 中央自動車道 西宮線             | 岡谷JCT         | 小牧JCT         | |
| E1                   | 名神高速道路                 | 中央自動車道 西宮線             | 小牧IC          | 西宮IC          | |
| E88                  | （京滋バイパス）             | 中央自動車道 西宮線             | 久御山淀IC      | 大山崎JCT/IC    | この部分に限り名神高速の支線扱いである。 |
| E19                  | 長野自動車道                 | 中央自動車道 長野線             | 岡谷JCT         | 更埴JCT         | |
| E1                   | 東名高速道路                 | 第一東海自動車道                | 東京IC          | 小牧IC          | 小牧JCT - 小牧IC間は中央自動車道西宮線と重複 |
| C4                   | （首都圏中央連絡自動車道）   | 第一東海自動車道                | 海老名南JCT     | 海老名IC        | 圏央道は自動車専用道路（B路線）だが、この部分に限り東名高速の支線扱い 第二東海自動車道横浜名古屋線と連絡 |
| E41                  | 東海北陸自動車道             | 東海北陸自動車道                | 一宮JCT         | 小矢部砺波JCT   | |
| E1A                  | 新東名高速道路               | 第二東海自動車道 横浜名古屋線   | 海老名南JCT     | 新秦野IC        | |
| E1A                  | 新東名高速道路               | 第二東海自動車道 横浜名古屋線   | 新御殿場IC      | 豊田東JCT       | |
| E52                  | 新東名高速道路               | 第二東海自動車道 横浜名古屋線   | 清水JCT         | 新清水JCT       | 清水連絡路 第一東海自動車道と連絡 |
| E69                  | 新東名高速道路               | 第二東海自動車道 横浜名古屋線   | 浜松いなさJCT   | 三ヶ日JCT       | 引佐連絡路 第一東海自動車道と連絡 |
| E52                  | 中部横断自動車道             | 中部横断自動車道                | 新清水JCT       | 双葉JCT         | |
| E52                  | 中部横断自動車道             | 中部横断自動車道                | 八千穂高原IC    | 佐久小諸JCT     | |
| E8                   | 北陸自動車道                 | 北陸自動車道                    | 新潟中央JCT     | 米原JCT         | 新潟中央JCT - 長岡JCT間は関越自動車道新潟線と重複 |
| E1A                  | 伊勢湾岸自動車道             | 第二東海自動車道 横浜名古屋線   | 豊田東JCT       | 東海IC          | 東海IC - 名港中央IC間は自動車専用道路（A'路線） |
| E1A                  | 伊勢湾岸自動車道             | 近畿自動車道 名古屋神戸線       | 飛島IC          | 四日市JCT       | 名港中央IC - 飛島IC間は自動車専用道路（A'路線） 伊勢線と重複 |
| C2                   | 名古屋第二環状自動車道       | 近畿自動車道 名古屋亀山線       | 名古屋南JCT     | 飛島JCT         | 伊勢線と重複 |
| C2                   | 名古屋第二環状自動車道       | 近畿自動車道 名古屋亀山線       | 上社JCT         | 名古屋IC        | 名古屋支線 第一東海自動車道に接続する |
| E23                  | 東名阪自動車道               | 近畿自動車道 名古屋亀山線       | 名古屋西JCT     | 伊勢関IC        | 四日市JCT - 伊勢関IC間で伊勢線と重複 天理IC - 亀山IC間の自動車専用道路（A'路線）に接続 |
| E23                  | 伊勢自動車道                 | 近畿自動車道 伊勢線             | 伊勢関IC        | 伊勢IC          | |
| E1A                  | 新名神高速道路               | 近畿自動車道 名古屋神戸線       | 四日市JCT       | 大津JCT（仮称） | |
| E1A                  | 新名神高速道路               | 近畿自動車道 名古屋神戸線       | 城陽JCT         | 八幡京田辺JCT   | |
| E1A                  | 新名神高速道路               | 近畿自動車道 名古屋神戸線       | 高槻JCT         | 神戸JCT         | |
| E1A                  | 新名神高速道路               | 近畿自動車道 名古屋神戸線       | 亀山JCT         | 亀山西JCT       | 亀山連絡路 伊勢線、名古屋亀山線と連絡 |
| E1A                  | 新名神高速道路               | 近畿自動車道 名古屋神戸線       | 大津JCT（仮称） | 草津JCT         | 大津連絡路。中央自動車道西宮線に連絡。 |
| E25                  | 西名阪自動車道               | 近畿自動車道 天理吹田線         | 松原JCT         | 天理IC          | 天理IC - 亀山IC間の自動車専用道路（A'路線）に接続 |
| E26                  | 近畿自動車道                 | 近畿自動車道 天理吹田線         | 吹田JCT         | 松原JCT         | |
| E26                  | 阪和自動車道                 | 近畿自動車道 松原那智勝浦線     | 松原JCT         | 和歌山JCT       | |
| E42                  | 阪和自動車道                 | 近畿自動車道 松原那智勝浦線     | 和歌山JCT       | 有田IC          | 有田IC - 御坊IC間は自動車専用道路（A'路線） |
| E42                  | 阪和自動車道                 | 近畿自動車道 松原那智勝浦線     | 御坊IC          | 南紀田辺IC      | 有田IC - 御坊IC間は自動車専用道路（A'路線） |
| E42                  | 紀勢自動車道                 | 近畿自動車道 松原那智勝浦線     | 南紀田辺IC      | すさみ南IC      | すさみ南IC - 尾鷲北IC間の自動車専用道路（A'路線）の一部が開通している |
| E42                  | 紀勢自動車道                 | 近畿自動車道 尾鷲多気線         | 勢和多気JCT     | 尾鷲北IC        | すさみ南IC - 尾鷲北IC間の自動車専用道路（A'路線）の一部が開通している |
| E27                  | 舞鶴若狭自動車道             | 近畿自動車道 敦賀線             | 吉川JCT         | 敦賀JCT         | |
| E2A                  | 中国自動車道                 | 中国縦貫自動車道                | 吹田JCT         | 下関IC          | 吹田JCT - 神戸JCT間は山陽自動車道吹田山口線と重複 山崎JCT - 佐用JCT間はE29 中国横断自動車道姫路鳥取線と重複 落合JCT - 北房JCT間はE73 中国横断自動車道岡山米子線と重複 千代田JCT - 広島北JCT間はE74 中国横断自動車道広島浜田線と重複                     |
| E2                   | 山陽自動車道                 | 山陽自動車道 吹田山口線         | 神戸JCT         | 廿日市JCT       | 廿日市JCT - 大竹JCT間は自動車専用道路（A'路線） |
| E2                   | 山陽自動車道                 | 山陽自動車道 吹田山口線         | 大竹JCT         | 山口JCT         | 廿日市JCT - 大竹JCT間は自動車専用道路（A'路線） |
| E2                   | 山陽自動車道                 | 山陽自動車道 吹田山口線         | 三木JCT         | 神戸西IC        | 木見支線 神戸淡路鳴門自動車道に接続 |
| E2                   | 山陽自動車道                 | 山陽自動車道 吹田山口線         | 倉敷JCT         | 早島IC          | 倉敷早島支線 瀬戸中央自動車道に接続 |
| E2                   | 山陽自動車道                 | 山陽自動車道 宇部下関線         | 宇部JCT         | 下関JCT         | |
| E29                  | 播磨自動車道                 | 中国横断自動車道 姫路鳥取線     | 播磨JCT         | 宍粟JCT         | |
| E29                  | 鳥取自動車道                 | 中国横断自動車道 姫路鳥取線     | 佐用JCT         | 西粟倉IC        | 西粟倉IC - 智頭IC間は自動車専用道路（A'路線） さらにこの区間内にある志戸坂トンネル前後は一般道路である |
| E29                  | 鳥取自動車道                 | 中国横断自動車道 姫路鳥取線     | 智頭IC          | 鳥取IC          | 西粟倉IC - 智頭IC間は自動車専用道路（A'路線） さらにこの区間内にある志戸坂トンネル前後は一般道路である |
| E73                  | 岡山自動車道                 | 山陽自動車道 吹田山口線         | 岡山JCT         | 岡山総社IC      | |
| E73                  | 岡山自動車道                 | 中国横断自動車道 岡山米子線     | 岡山総社IC      | 北房JCT         | |
| E73                  | 米子自動車道                 | 中国横断自動車道 岡山米子線     | 落合JCT         | 米子IC          | |
| E54                  | 尾道自動車道                 | 中国横断自動車道 尾道松江線     | 尾道JCT         | 三次東JCT       | |
| E54                  | 松江自動車道                 | 中国横断自動車道 尾道松江線     | 三次東JCT       | 宍道JCT         | |
| E74                  | 広島自動車道                 | 中国縦貫自動車道                | 広島北JCT       | 広島北IC        | 中国横断自動車道広島浜田線と重複 |
| E74                  | 広島自動車道                 | 中国横断自動車道 広島浜田線     | 広島JCT         | 広島北JCT       | |
| E74                  | 浜田自動車道                 | 中国横断自動車道 広島浜田線     | 千代田JCT       | 浜田IC          | |
| E9                   | 山陰自動車道                 | 中国横断自動車道 尾道松江線     | 松江玉造IC      | 宍道JCT         | 山陰自動車道鳥取益田線と重複 |
| E9                   | 山陰自動車道                 | 山陰自動車道 鳥取益田線         | 宍道JCT         | 出雲IC          | この区間以外の山陰道（大栄東伯IC - 松江玉造IC間など）は自動車専用道路（A'路線） |
| E11                  | 高松自動車道                 | 四国横断自動車道 阿南四万十線   | 鳴門IC          | 川之江JCT       | |
| E11                  | 高松自動車道                 | 四国横断自動車道 阿南四万十線   | 坂出JCT         | 坂出IC          | 坂出支線。瀬戸中央自動車道に接続 |
| E11                  | 松山自動車道                 | 四国縦貫自動車道                | 川之江JCT       | 松山IC          | |
| E56                  | 松山自動車道                 | 四国縦貫自動車道                | 松山IC          | 大洲IC          | 大洲IC - 大洲北只ICは自動車専用道路（A'路線） 四万十町中央IC - 宇和島北IC間の一部が、それに並行する自動車専用道路（A'路線）として開通している |
| E56                  | 松山自動車道                 | 四国横断自動車道 愛南大洲線     | 大洲北只IC      | 宇和島北IC      | 大洲IC - 大洲北只ICは自動車専用道路（A'路線） 四万十町中央IC - 宇和島北IC間の一部が、それに並行する自動車専用道路（A'路線）として開通している |
| E55                  | 徳島南部自動車道             | 四国横断自動車道 阿南四万十線   | 徳島津田IC      | 徳島JCT         | |
| E32                  | 徳島自動車道                 | 四国横断自動車道 阿南四万十線   | 鳴門JCT         | 徳島JCT         | |
| E32                  | 徳島自動車道                 | 四国横断自動車道 阿南四万十線   | 徳島JCT         | 徳島IC          | |
| E32                  | 徳島自動車道                 | 四国縦貫自動車道                | 徳島IC          | 川之江東JCT     | |
| E32                  | 高知自動車道                 | 四国横断自動車道 阿南四万十線   | 川之江JCT       | 高知IC          | |
| E56                  | 高知自動車道                 | 四国横断自動車道 阿南四万十線   | 高知IC          | 須崎東IC        | 須崎東IC - 須崎西IC間は自動車専用道路（A'路線） |
| E56                  | 高知自動車道                 | 四国横断自動車道 阿南四万十線   | 須崎西IC        | 四万十町中央IC  | 須崎東IC - 須崎西IC間は自動車専用道路（A'路線） |
| E3                   | 九州自動車道                 | 九州縦貫自動車道 鹿児島線       | 門司IC          | えびのJCT       | 宮崎線と重複 |
| E3                   | 九州自動車道                 | 九州縦貫自動車道 鹿児島線       | えびのJCT       | 鹿児島IC        | 加治木JCT - 鹿児島IC間は東九州自動車道と重複 |
| E10                  | 宮崎自動車道                 | 九州縦貫自動車道 宮崎線         | えびのJCT       | 宮崎IC          | |
| E34                  | 長崎自動車道                 | 九州縦貫自動車道 鹿児島線       | 鳥栖JCT         | 鳥栖IC          | 九州横断自動車道長崎大分線と重複 |
| E34                  | 長崎自動車道                 | 九州横断自動車道 長崎大分線     | 鳥栖IC          | 長崎IC          | |
| E34                  | 大分自動車道                 | 九州横断自動車道 長崎大分線     | 鳥栖JCT         | 日出JCT         | |
| E35                  | （西九州自動車道）           | 九州横断自動車道 長崎大分線     | 武雄JCT         | 武雄南IC        | 西九州道は自動車専用道路（B路線）だが、この部分に限り長崎道の支線扱い 全長0.6kmであるが、料金計算上は武雄JCTと武雄南ICは距離がないため（区間距離0km扱い）、この区間の料金は発生しない                                                                   |
| E77                  | 九州中央自動車道             | 九州横断自動車道 延岡線         | 嘉島JCT         | 山都通潤橋IC    | 蔵田交差点 - 延岡JCT間は自動車専用道路（A'路線） |
| E10                  | 東九州自動車道               | 東九州自動車道                  | 北九州JCT       | みやこ豊津IC    | みやこ豊津IC - 椎田南IC間、宇佐IC - 速見IC間は自動車専用道路（A'路線） |
| E10                  | 東九州自動車道               | 東九州自動車道                  | 椎田南IC        | 宇佐IC          | みやこ豊津IC - 椎田南IC間、宇佐IC - 速見IC間は自動車専用道路（A'路線） |
| E10                  | 東九州自動車道               | 九州横断自動車道 長崎大分線     | 速見IC          | 大分米良IC      | 2018年までは大分道であった 正式名としての東九州自動車道と重複 |
| E10                  | 東九州自動車道               | 東九州自動車道                  | 大分米良IC      | 北川IC          | 北川IC - 門川IC間は自動車専用道路（A'路線） |
| E10                  | 東九州自動車道               | 東九州自動車道                  | 門川IC          | 清武JCT         | 北川IC - 門川IC間は自動車専用道路（A'路線） |
| E78                  | 東九州自動車道               | 東九州自動車道                  | 清武JCT         | 日南東郷IC      | |
| E78                  | 東九州自動車道               | 東九州自動車道                  | 志布志IC        | 隼人東IC        | 隼人東IC - 加治木JCT間は自動車専用道路（A'路線） |
| E65                  | 新空港自動車道               | 成田国際空港線                  | 成田JCT         | 新空港IC        | 国土開発幹線自動車道の予定路線ではない |
| E71                  | 関西空港自動車道             | 関西国際空港線                  | 泉佐野JCT       | りんくうJCT     | りんくうJCT以北は自動車専用道路・関西国際空港連絡橋である 政令上の関西国際空港線の終点は関西国際空港であるが、連絡橋はA'路線にも指定されていない。ただしIC番号やキロポストは連続している なお、関西空港自動車道は国土開発幹線自動車道の予定路線ではない |
| E2A                  | 関門橋（関門自動車道）       | 関門自動車道                    | 下関IC          | 門司IC          | 現在、NEXCOが発行する案内図では、左のように括弧書きで正式路線名を併記している なお、国土開発幹線自動車道の予定路線ではない |
| E58                  | 沖縄自動車道                 | 沖縄自動車道                    | 那覇IC          | 許田IC          | 国土開発幹線自動車道の予定路線ではない |

### 高速自動車国道への編入
整備計画の変更により一般国道から高速自動車国道へ昇格された区間が存在する。このような手法がとられた理由は、高速自動車国道を建設するためには多額の建設費を必要とするため、一般国道の有料道路を高規格幹線道路に改修して建設費用となる国の借入金を抑え、少しでも早く高速道路網を完成させるという狙いからである。
| 編入年月日                 | 編入路線名     | 編入区間                      | 旧道路名                   |
| -------------------------- | -------------- | ----------------------------- | -------------------------- |
| 1973年（昭和48年）4月1日   | 札樽自動車道   | 札幌西IC - 小樽IC             | 一般国道5号 札幌小樽道路   |
| 1973年（昭和48年）4月1日   | 関越自動車道   | 練馬IC - 川越IC               | 一般国道254号 東京川越道路 |
| 1973年（昭和48年）4月1日   | 東名阪自動車道 | 桑名IC - 亀山IC               | 一般国道1号 東名阪道路     |
| 1973年（昭和48年）4月1日   | 西名阪自動車道 | 天理IC - 松原JCT              | 一般国道25号 西名阪道路    |
| 1987年（昭和62年）10月8日  | 沖縄自動車道   | 許田IC - 石川IC               | 一般国道329号 沖縄自動車道 |
| 1998年（平成10年）7月1日   | 山形自動車道   | 笹谷IC - 関沢IC               | 一般国道286号 笹谷トンネル |
| 2005年（平成17年）4月1日   | 阪和自動車道   | 海南IC - 吉備IC（現：有田IC） | 一般国道42号 海南湯浅道路  |
| 2017年（平成29年）11月21日 | 高松自動車道   | 津田東IC - 三木町・高松市境   | 一般国道11号 高松東道路    |

また、逆に高速自動車国道から一般国道へ降格された区間として唯一、一般国道116号新潟西バイパスの新潟西IC - 黒埼IC（旧北陸自動車道新潟料金所 - 新潟黒埼IC）が存在する。

## 料金の額およびその徴収期間

### 料金の額
高速自動車国道の料金制は対距離制、均一制、区間料金制の3種類あり、区間によって適用される料金制が異なる。

#### 対距離制
高速自動車国道の多くの区間で適用されている。走行距離に比例して課される可変額部分と利用1回ごとに課される固定額部分（ターミナルチャージ）がある。

##### 可変額部分
普通区間（一部区間を除く）での1kmあたりの料金は以下のように設定されている。
- 軽自動車等 : 19.68円/km（普通車の0.8倍）
- 普通車 : 24.6円/km
- 中型車 : 29.52円/km（普通車の1.2倍）
- 大型車 : 40.59円/km（普通車の1.65倍）
- 特大車 : 67.65円/km（普通車の2.75倍）

大都市近郊区間、関越特別区間、恵那山特別区間、飛騨特別区間、関門特別区間については1kmあたりの料金が別途定められている。いずれも普通区間より割高に設定されている。また、普通区間の一部についても1kmあたりの料金が別途定められている。中京圏の各高速道路（東海環状自動車道の内側の対距離制区間）、阪和自動車道の一部区間では普通区間より割高に、逆に沖縄自動車道では普通区間より割安に設定されている。
100kmを超え200kmまでの部分の料金は25%割引、200kmを超える部分の料金は30%割引される。
目的地までに複数の経路を有する場合は、最短経路の2倍を超える経路でない限り最も安い経路の通行料金で計算される。

##### 固定額部分
- 150円（全車種共通・利用1回ごと）[10][11][12]

料金は可変額部分と固定額部分の合計に1.1を乗じることにより消費税および地方消費税を加え、この額が10,000円以下の場合には四捨五入して10円単位とし、10,000円を超える場合には100円未満を切り捨てて計算される。

#### 均一制
渋滞が予想されるなどの理由で入口または出口に料金所が設けられていない路線の一部で採用されている。料金は、平均旅行距離をもとに上記の方法で算出されている。このため、短距離利用の場合は対距離制より割高に、全区間の走行など長距離利用の場合は割安になる。
都市部で採用されていたが、ETCの普及に伴い多くの均一制区間が事業許可上は区間料金制に移行しており、2021年現在、事業許可において均一制とされているのは道央自動車道札幌南IC - 札幌JCT間、札樽自動車道札幌西IC - 札幌JCT間のみである。

#### 区間料金制
事業許可では三角表などによって料金が定められており、入口ICごとまたは入口ICと出口ICの組み合わせごとに料金が設定されている。主に入口または出口に料金所が設けられていない路線で採用されており、かつて均一制を採用していた区間もある。料金所のない出入口においてフリーフローアンテナによって通過を確認できるETC車については多くの区間で走行距離に応じた料金が設定されている一方で、通過を確認できない非ETC車については均一料金や入口ICから利用できる最長区間の料金が設定されている。

### 料金の徴収期間
東日本・中日本・西日本各高速道路会社とも、2006年（平成18年）4月1日から2060年6月1日。これにはNEXCO各社および本州四国連絡高速道路株式会社の管理する全国路線網の一般有料道路も含まれる。

## 法定速度
道路交通法施行令に基づいて、法定速度として最高速度および最低速度が定められている。
125cc以下の二輪車である小型自動二輪車、原動機付自転車およびミニカーについては、高速自動車国道の通行可能車両の規定は道路交通法ではなく道路運送車両法に基づき規定され、これらの車両は同法施行規則第1条で「原動機付自転車」とされ、自動車の範疇から外れるため通行することができない。
また、高速自動車国道のうち一部にでも対面通行でない区間（法定最低速度が50km/h）を含む道路の区間は、次の自動車は通行できない（一方、自動車専用道路については、個別の通行止め標識または最低速度規制が無い限りは通行可能である）。
- 小型特殊自動車 - 法律および車両の仕様上速度が出せない
- 大型特殊自動車においては、最低速度基準を満たしている農耕トラクターの一部車種のみ通行可能

### 最高速度
一定の区間を除く本線車道等における法定最高速度は車種によって異なり、次のように定められている。
- 100 km/h - 大型乗用自動車・中型乗用自動車・中型貨物自動車（車両総重量が8トン未満かつ最大積載量が5トン未満のもの[注 3]）・準中型自動車・普通自動車（ここまで三輪と牽引を除く）・大型自動二輪車・普通自動二輪車[注 4]、および緊急自動車
- 90 km/h - 大型貨物自動車・中型貨物自動車（車両総重量が8トン以上または最大積載量が5トン以上[注 3][注 5]
- 80 km/h - 大型特殊自動車・牽引自動車（トレーラー[注 6][注 7]）・三輪の自動車[注 8]

なお、暫定2車線区間は上記の法定速度の適用対象外であり、また道路構造令、天候・障害（工事・故障車・落下物・災害その他）によって50 - 80 km/hで速度規制されることがある。
また、秋田・山形・山梨・京都・奈良・和歌山・鳥取・島根・高知・大分・鹿児島・沖縄の各府県を通る高速自動車国道では、当該府県内の区間における標識による指定最高速度がすべて80 km/h以下となっている。

### 最低速度
法定最低速度は、一定の区間を除く本線車道についてのみ、車種にかかわらず50km/hとしている。基本的に高速自動車国道で道路標識等により最低速度が指定される事はない。
法定最低速度は対面通行でない区間の本線車道のみに適用される。対面通行区間の本線車道、加速車線、減速車線、登坂車線、路側帯、路肩においては適用されない。

## 交通規制
「高速自動車国道の本線車道のうち対面通行でない区間」とそれ以外の道路（具体的には高速自動車国道の本線車道のうち対面通行の区間（暫定2車線区間等）や登坂車線・自動車専用道路・一般道路）とでは、最高速度や最低速度に関する規制が異なる（詳細は各項目を参照）。
高速自動車国道や自動車専用道路のうち高規格幹線道路のものなど最高速度が80 - 100 km/hとなっている道路については、自然現象や故障車・事故・渋滞等の発生などにより必要に応じて臨時に速度規制が行われている。そのため、最高速度の標識には表示幕方式や電光方式といった可変式のものが採用されている。
通行止め規制やチェーン規制・事故等や渋滞・混雑の発生に関する道路交通情報としては、高速自動車国道のほぼ全区間と一部の自動車専用道路・都市高速道路については日本道路交通情報センターにより道路情報のリアルタイム提供がなされている。

### 標識による案内

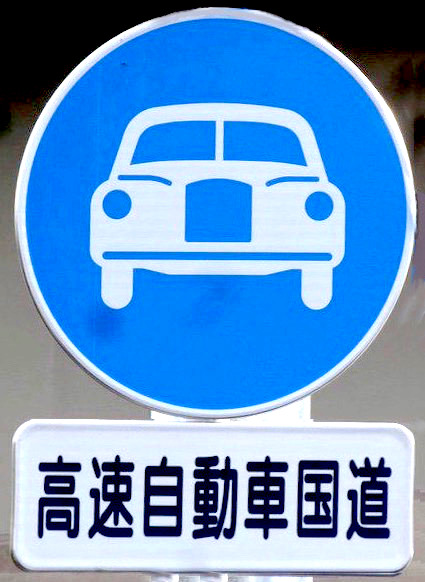
自動車専用の標識（高速自動車国道の補助標識が追加されている）

高速自動車国道および自動車専用道路の入口・出口（主にインターチェンジ）には「自動車専用」の道路標識が設置されており、補助標識で高速自動車国道と自動車専用道路のどちらに該当するかが記載されている。ただし補助標識がない場合もあるほか、高速自動車国道であるにも関わらず「自動車専用道路」と記されている場合もある。

### 高速自動車国道と自動車専用道路の規制などの差異
ここでは運転上、利用上のものに限る。
- 法定最高速度と法定最低速度の変化、
  - 具体的速度は前述および「最高速度」「最低速度」参照。
  - ただし、暫定2車線の場合、法定最高速度、法定最低速度とも変化はない。
- 牽引自動車の高速道路等の通行区分（重被牽引車に限る）
  - 高速自動車国道の場合、暫定2車線を除いては、道路標識が無くとも第1通行帯通行指定となる。自動車専用道路の場合、道路標識が無ければ適用がない。
  - 反対に、「牽引自動車の高速自動車国道通行区分（327の3）」の道路標識がある場合は高速自動車国道、「牽引自動車の自動車専用道路第一通行帯通行指定区間（327の6）」の道路標識がある場合は自動車専用道路である[注 9]。
  - 暫定2車線の場合はそもそも適用がない。
- なお、「特定の種類の車両の通行区分（327の2）」の道路標識では判断できない（全ての道路において見られるため）
- ほか、かつてはETC時間帯割引の適用可否に関係していた。